# تغدوین
تغدوین (به فرانسوی: Tighedouine) یک شهرک در مراکش است که در استان حوز واقع شده‌است. تغدوین ۲۲٬۳۵۳ نفر جمعیت دارد.